# 蔣桂琴
蔣桂琴（1951年7月4日—1972年9月28日），臺灣的京劇花旦，二十歲因癌症截肢，次年去世前依然堅持演出，其故事改編成電視劇、電影。

## 生平

### 早年
原姓盧的蔣桂琴在不滿週歲時便由蔣紹楨收養，1965年8月插班入大鵬劇校習戲，受教於白玉薇與馬述賢。當時大鵬第五期有李黛玲、朱繼屏、邵佩瑜、郭小莊、張安平與崔富芝等。
1968年1月，大鵬劇團在國軍文藝活動中心舉行京劇公演，由蔣桂琴、孫正霙在22日演出《樊江關》等。蔣桂琴因飾演《樊江關》的薛金蓮、《拾玉鐲》的孫玉姣、《鴻鸞禧》的金玉奴、《崑曲遊園》的春香等，獲影評稱讚長得秀麗、好身材、輕脆嗓音、流利白口，並具兼刀馬身手的花旦。此外，蔣桂琴在中國廣播公司和門琪聯合主持一項廣播節目。
另外，蔣桂琴還就讀於淡江文理學院夜間部。

### 患病
1971年6月，蔣桂琴先感右膝不適，之後打保齡球摔倒後右膝隨即發痛，先後經過中醫、針灸等治療，以為是關節炎。該年生日，馬壽華、高逸鴻、季康等教過她繪畫的老師，和她一同歡慶。8月，她到空軍總醫院（三軍總醫院松山分院前身）看病，經切片檢查後才發現是骨癌，11月19日入院。12月9日，鋸掉一腿。在未悉自己失腿前，她連絲襪是否能遮蓋傷痕都會傷心。
1972年5月17日，蔣桂琴再度住院時，檢查出癌細胞已竄到肺部。但為準備8月11日大鵬劇校應屆畢業的聯合演出，在空軍總醫院住院治療的蔣桂琴將右腿裝上義肢，依然每隔兩星期要回校排練《紅樓二尤》的尤二姐。

### 公演
1972年8月11日公演當晚，從晚上8點開場前到散場，國軍文藝活動中心門口擠滿了蔣桂琴的支持者。有戲迷說，她花了四倍價錢才買到黃牛票。時任審計部主任秘書的蔣紹楨等親屬、教師白玉薇、馬述賢陪伴蔣桂琴到國藝中心。陳紀瀅與妻子也有入內觀賞。
空軍總醫院主任醫師、護士們也來現場，為蔣桂琴先注射葡萄糖。為防蔣桂琴在台上無法支持，除準備救護車，安排郭小莊可立即接替。蔣桂琴上台前，除與徐露對戲外，儘量不說話以節省精力，並盡量不在靠近冷氣機的地方坐。由丁昺仁代表大鵬校友會主持聯演儀式，說明校友會成立及聯演經過、以及蔣桂琴抱病演出的心意，會將總收入以半數作為大鵬校友會基金、半數捐作防癌基金。國際獅子會的獅友代表當場捐出新台幣一萬元，由校友會鈕方雨代表接受。到蔣桂琴上台表演《紅樓二尤》，共演了四十五分鐘，觀眾被其忠於藝事的精神而哭出聲來。晚11時半，全劇結束，蔣桂琴隨同全體演職員謝幕，在珠淚盈睫中接受觀眾的掌聲。
表演完後一日，蔣桂琴在空軍總醫院病房，在親友、師姐們徐露、鈕方雨、拜慈藹陪伴下，慶祝二十一歲。8月21日晚7點30分，中國電視公司播出將這事改編的電視劇《生命之歌》，李芷麟飾演蔣桂琴，劇團成員郭小莊、汪靈、崔富芝、楊蓮英飾演自己，其餘演員有郎雄、劉秀雯、盧碧雲、周仲廉、張萍等。

### 去世
1972年9月9日，空軍總醫院發出蔣桂琴病危通知。在去世前幾天，蔣桂琴對好友汪靈口述遺書，望善導寺僧人為她誦經與土葬。9月28日去世當天早上10點，蔣紹楨因要回家拿付給特別護士的錢，便留蔣桂琴在空軍總醫院四○三號病房，由蔣桂琴同學王燮台照料。至中午12點45分，蔣桂琴去世。沒見到最後一面的蔣紹楨，上前抱著養女軀體痛哭。
10月1日晚上9點10分到11點，中廣廣播節目《中廣之友》播出蔣桂琴在8月份接受徐謙訪問的談話、和蔣桂琴在國軍文藝活動中心演出《紅樓二尤》的實況錄音。10月3日，臺灣電視公司下午5時50分開播的影集《小城風雨》停播三週，重播《蔣桂琴的故事》。
10月5日上午，台北市立殯儀館景行廳的蔣桂琴喪禮有一千多人參加，由校友劉伯祺擔任主祭後，安葬於六張犁第一示範公墓頂端。蔣桂琴墳占地六坪，下方是蔣紹楨前妻之墓。養母為蔣桂琴十歲時去世，死因為子宮癌。
11月18日，中華聯誼會的華僑邱肖雲因聽到中廣播放蔣桂琴《紅樓二尤》錄音受感動，當場決定每年捐贈大鵬劇校新台幣四千元作為蔣桂琴獎學金，資助該校習修青衣及花旦的學生。

## 電影
蔣紹禎曾對將臺視將蔣桂琴的故事改編成戲劇表示異議，認為屬于傳記性的戲劇，不免涉及許多人與事，怕招致不必要的困擾。
1978年，正在臺北拍攝《百戰保山河》的程剛，讀到蔣紹楨為蔣桂琴所著的傳記，因本身對京劇有興趣，覺得可拍成電影。一次，程剛在書店看到小野寫的《成功嶺上》劇本，便自網羅素未謀面的小野加入此電影籌組陣容，並聽從小野意見將片名從《藝術生命》改成《生死場》。4月底，邵逸夫在台北國父紀念館觀看郭小莊配合雲門舞集演出《紅樓二尤》時，好奇之前演員蔣桂琴的事情，便在第二天邀郭小莊當女主角，計畫將蔣桂琴的故事改成電影。中影公司為與邵氏電影公司合作，在次年12月底由中影製片部經理趙琦彬去函給程剛。
1980年6月底，程剛與中影簽約合同，註明何時完成《生死場》便結束外借回邵氏電影。因戲劇屬於京劇，當初不認為會受外地觀眾歡迎。本計畫當年中開拍，但中影正好拍《皇天后士》與《大湖英烈》拖延。同年12月1日，小野至中影公司報到，首先為《生死場》作編劇，卻因中影修改製片方向後中止。
開放兩岸探親後，張淑芬與丁善璽等同組天源影業公司，計畫瞄準中國大陸市場，想以京劇為主題。丁善璽與戲曲界合作，計畫將蔣桂琴故事為主軸來拍攝新片《水袖》，邀魏海敏當主角。電影除宣傳「一齣感人的現代愛情劇」外，更安排許多展現中國傳統藝術的情節，包括刺繡、古典家具等。劇情寫成馬玉琪飾演一名香港的文武小生，因過於熱中藝術工作，殺妻後逃到美國，再到臺灣演戲，還被黑道人物追殺。魏海敏因對劇本有意見，且時間緊湊便謝絕，改由劉嘉玉主演。1989年12月13日開拍，男主角是馬景濤，1991年初完成卻沒有上映。